# Yeopgijeogin geunyeo
Yeopgijeogin geunyeo (kor.: 엽기적인 그녀, również jako My Sassy Girl) – południowokoreański film fabularny (komedia romantyczna) z 2001 roku w reżyserii Kwak Jae-younga. Film oparty na powieści Kim Ho-sika, opowiadań opublikowanych w internecie. Film w Korei był wielkim hitem.

## Fabuła
Film opowiada historię chłopaka Gyeon-woo, który spotyka dziewczynę swojego życia. Student nie lubi się uczyć i zamiast nauki spotyka się z kolegami. Jego matka każe mu jechać do ciotki na randkę w ciemno. Czekając na metro ratuje dziewczynie życie, która by wypadła z peronu. Dziewczyna jest pijana i w środku metra wymiotuje na Pana z peruką. Chłopak zanosi dziewczynę do motelu, gdzie z powodu nieporozumienia zostaje aresztowany przez policję. Po tym niefortunnym początku znajomości zaczynają się coraz częściej spotykać. Dziewczyna jest bardzo emocjonalna, wybuchowa, niekonwencjonalna i czasem przesadza z alkoholem. Z czasem okazuje się, że ta – z pozoru uciążliwa dla chłopaka – znajomość, przerodzi się w głęboką miłość.

## Obsada
- Cha Tae-hyun – Gyeon-woo
- Jun Ji-hyun – Dziewczyna
- Han Jin-hie – Ojciec dziewczyny
- Hyun Sook-hee – Matka dziewczyny
- Kim Il-woo – Quintuplets
- Kim In-mun – Ojciec Gyeon-woo
- Kim Tae-hyeon
- Lee Mu-yeong
- Im Ho – Facet, który poznał dziewczynę na randce w ciemno
- Seo Dong-won – Dezerter
- Song Wok-suk – Matka Gyeon-woo
- Yang Geum-seok – Ciotka Gyeon-woo

## Nagrody i nominacje
2002
- Kwak Jae-young otrzymał Wielki Dzwon za najlepszy scenariusz adaptowany
- Jun Ji-hyun otrzymała Wielki Dzwon za najlepszą aktorkę

2003
- Nagroda Główna od Hong Kong Film Awards za najlepszy azjatycki film
- Kwak Jae-young otrzymał nagrodę na gali Nagród Filmowych Hochi za najlepszy zagraniczny film
- Kwak Jae-young otrzymał nagrodę na festiwalu filmowym Fant-Asia

2004
- nominacja do Nagrody Japońskiej Akademii Filmowej za najlepszy film zagraniczny

## Kontynuacja
W 2015 roku miał premierę film Yeopgijeogin doobunjjae geunyeo (kor.: 엽기적인 두번째 그녀), który jest kontynuacją filmu z 2001 roku. W rolę głównego bohatera, Gyeon-woo, ponownie wciela się Cha Tae-hyun.

## Remake
Film doczekał się remake'ów i adaptacji w wielu krajach:
- Kłopoty z blondynką – amerykański remake z 2008 roku
- Ryokiteki na kanojo (jap. 猟奇的な彼女) – japoński remake-serial z 2008 roku
- Ugly Aur Pagli – Bollywoodzki remake z 2008 roku
- 我的野蛮女友2 (Wǒ de yěmán nǚyǒu 2) – chiński remake i nieoficjalna kontynuacja z 2010 roku
- Maa Iddhari Madhya – Tollywoodzki remake;
- My Bizarre Girl – filipiński remake w języku tagalskim.